# Adara (Ort, Atauro)
Adara ist ein Ort auf der südostasiatischen Insel Atauro, die zu Osttimor gehört. Er liegt in der Aldeia Adara (Suco Beloi, Gemeinde Atauro). 2015 lebten in der Aldeia 452 Menschen. Weniger als 200 davon leben im Ort Adara.

## Geographie und Einrichtungen
Das Dorf Adara befindet sich an der Nordwestküste der Insel, auf einer Meereshöhe von 17 m. Nordöstlich liegt die Siedlung Arlo und südlich das Dorf Atecru. Bei Adara ist der Strand durch ein Riff eingefasst. Nach einer schmalen Küstenebene steigt das Land in Stufen an. Das Land ist hier von tropischem Trockenwald bedeckt.
In Adara befindet sich eine medizinische Station und die Kirche Carmelo der Igreja Evangelica Assembleias De Deus (IEAD).

## Kultur

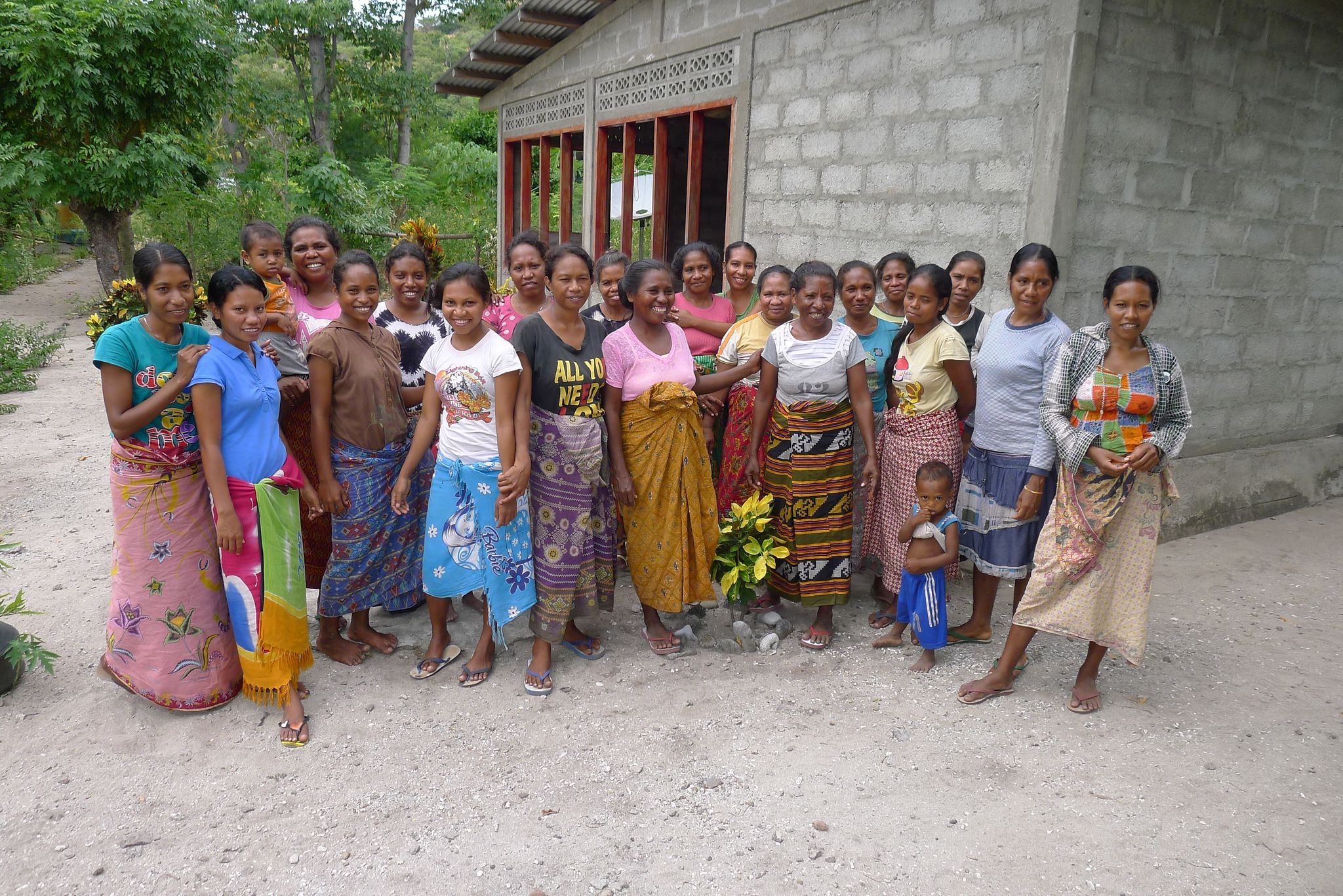
Wawata Topu in Adara

In Adara leben die Wawata Topu (deutsch Taucherinnen), Frauen, die mit Harpunen und Schwimmbrillen unter Wasser auf Fischjagd gehen.